# 三崎政直
三崎 政直（みさき まさなお、1952年（昭和27年）3月28日 - ）は、日本の政治家。元京都府京丹後市長（1期）。

## 来歴
京都府中郡大宮町（現・京丹後市）出身。大宮町立大宮中学校卒業。1970年（昭和45年）3月、京都府立峰山高等学校卒業。1974年（昭和49年）3月、大阪商業大学商経学部卒業。
1999年（平成11年）4月、大宮町議会議員選挙に初当選。2003年（平成15年）に再選。2004年（平成16年）4月1日、峰山町、大宮町、網野町、丹後町、弥栄町、久美浜町の6町が合併し京丹後市が誕生する。
2008年（平成20年）5月16日、京丹後市議会議員に就任。2012年（平成24年）の市議選で再選。
2014年（平成26年）5月から、市議を辞職する2016年（平成28年）2月まで市議会議長を務めた。同年4月24日に行われた京丹後市長選挙に出馬。現職の中山泰を破り初当選した。
※当日有権者数：46,850人 最終投票率：72.71%（前回比：－1.52pts）
| 候補者名 | 年齢 | 所属党派 | 新旧別 | 得票数   | 得票率 | 推薦・支持 |
| -------- | ---- | -------- | ------ | -------- | ------ | ---------- |
| 三崎政直 | 64   | 無所属   | 新     | 17,960票 | 53.98% |            |
| 中山泰   | 56   | 無所属   | 現     | 15,313票 | 46.02% |            |

2020年（令和2年）4月26日に行われた市長選には三崎のほか、元市長の中山泰、前市議会議長の松本経一、元市職員の長砂浩基らが立候補した。自民党・立憲民主党・国民民主党・公明党の主要4党の推薦を受けるも中山に敗れ、落選。
※当日有権者数：45,648人 最終投票率：68.30%（前回比：-4.41pts）
| 候補者名 | 年齢 | 所属党派 | 新旧別 | 得票数   | 得票率 | 推薦・支持                                     |
| -------- | ---- | -------- | ------ | -------- | ------ | ---------------------------------------------- |
| 中山泰   | 60   | 無所属   | 元     | 12,469票 | 40.43% |                                                |
| 三崎政直 | 68   | 無所属   | 現     | 9,259票  | 30.02% | （推薦）自民党・立憲民主党・国民民主党・公明党 |
| 松本経一 | 62   | 無所属   | 新     | 6,154票  | 19.95% |                                                |
| 長砂浩基 | 60   | 無所属   | 新     | 2,961票  | 9.60%  |                                                |

2022年春の叙勲で旭日双光章を受章。

## 人物
- 2020年（令和2年）2月5日、三崎の後援団体「みさき政直後援会」が、2016～18年、支援者が出席した飲食を伴う催しで参加費の一部を負担していたことが明らかとなった。政治資金収支報告書によると、同団体は総会の「会議費（食事代）」などの名目で2016～18年に3回にわたって計約70万円の参加費を集めたが、団体側の支出は総額約150万円で3年間とも参加費を上回っていた。赤字分の約80万円は同団体が穴埋めした[8]。さらに後援会の収入の多くは三崎自身による寄付で占められていたことが明らかとなった[9]。2月19日に開いた記者会見で、当該行為を「問題はない」と市選管の「お墨付き」を得たかのような説明をした。後援会はこの「お墨付き」は事実と反しているし、「お詫びと訂正」を報道機関に出した。市議会からは「公の記者会見で虚偽の説明をした責任は重大」と三崎の責任を厳しく問う声が上がり、3月5日に全員協議会が開かれることとなった[10]。